# كأس النرويج 1919
كأس النرويج 1919 (بالنرويجية: Norgesmesterskapet i fotball for menn 1919)‏ هو موسم من كأس النرويج. فاز فيه نادي أود.